# Sylvanès
Sylvanès is een gemeente in het Franse departement Aveyron in de regio Occitanie. De plaats maakt deel uit van het arrondissement Millau.

## Geografie
De oppervlakte van Sylvanès bedraagt 18,0 km², de bevolkingsdichtheid is dus 5,1 inwoners per km².

## Bezienswaardigheden
- Abdij van Sylvanès, (L'Abbaye de Sylvanès) uit de 12e eeuw
- Le festival international de musique sacrée de Sylvanès (juli/augustus)
- Église de l'Etimasis, 4,5 km van Sylvanès, een Orthodoxe kerk, gerestaureerd in oktober 1994 door André Gouzes.

De onderstaande kaart toont de ligging van Sylvanès met de belangrijkste infrastructuur en aangrenzende gemeenten.

## Demografie
Onderstaande figuur toont het verloop van het inwonertal (bron: INSEE-tellingen).

Vanwege een beveiligingsprobleem met de MediaWiki Graph-software is het momenteel niet mogelijk deze grafiek weer te geven. Zodra de software is bijgewerkt zal de grafiek vanzelf weer zichtbaar worden.